# Carole Pateman
Carole Pateman  (Sussex; 11 de diciembre de 1940) es una teórica política y feminista británica. Es conocida por su posición crítica a la democracia liberal. Entre sus obras conocidas se encuentra El contrato sexual (1988), en el cual plantea que la desigualdad de género es un producto de una especial reorganización patriarcal de la Modernidad. Desde 2007 es miembra de la Academia Británica.

## Biografía
Pateman nació en Maresfield, Sussex, Inglaterra, en 1940. Educada en la grammar school para mujeres del condado de Lewes, abandonó la institución a la edad de 16 años, en 1956. Ingresó al Ruskin College, perteneciente Universidad de Oxford, en 1963. Estudió economía, política, historia y sociología, adquiriendo distinciones. Fue llamada para enseñar filosofía, política y economía en el Lady Margaret Hall, también en la Universidad de Oxford, y obtuvo su doctorado en esa universidad.
Fue llamada para enseñar teoría política en la Universidad de Sídney en 1972. Desde 1990, ha enseñado en el departamento de ciencia política de la Universidad de California en Los Ángeles, en la que es ahora profesora emérita distinguida.  Pateman fue presidenta de Asociación Internacional de Ciencia Política entre 1991 y 1994. Fue presidenta de la Asociación Estadounidense de Ciencia Política entre 2010 y 2011. Es también profesora honoraria en la facultad de estudios europeos de la Universidad de Cardiff. Es miembra de la Academia estadounidense de Arte y Ciencia, la Academia Británica y la Academia de Ciencias Sociales británica. Tiene títulos honorarios de la Universidad Nacional Australiana, la Universidad Nacional de Irlanda y la Universidad Helsinki. En 2012 recibió el Premio Johan Skytte de ciencia política.

## El contrato sexual
En 1988 publicó El contrato sexual, uno de sus libros más conocidos, título de su tesis doctoral en cuya investigación descubre que en la base de las sociedades patriarcales ha habido o hay un pacto fundador que es, en realidad, anterior al que hasta ahora se creía que fundaba las sociedades humanas, y que Jean-Jacques Rousseau denominó en el siglo XVIII el contrato social. El verdadero pacto fundador era el contrato sexual, que consiste en un pacto no pacífico entre hombres heterosexuales para distribuirse entre ellos el acceso al cuerpo femenino fértil.
En el mismo sostiene que la desigualdad entre los sexos (salarios más bajos, violencia de género, acoso sexual, comentarios sexistas, falta de reconocimiento social, etcétera) es un producto de la especial reorganización patriarcal de la Modernidad.
Pateman —apunta Alicia Puleo— señala que este aspecto del derecho civil patriarcal ha sido descuidado por la teoría política del siglo XX que olvida el ámbito privado y acepta la falsa neutralidad sexual de las categorías de individuo y contrato,impidiendo que se perciba la vinculación de las esferas pública y doméstica. El trabajo asalariado o la actividad política, con sus jornadas agotadoras, dan por supuesta la existencia de amas de casa ocupadas en las tareas de mantenimiento de la vida. Si las mujeres reciben menor salario es porque se las considera fundamentalmente esposas que ganan un "complemento" al sueldo del varón proveedor, si tienden a elegir contratos a tiempo parcial para compatibilizar trabajo doméstico y asalariado es porque tienen conciencia de su posición en una estructura que les asigna las tareas del hogar; si sufren acoso sexual o discriminación laboral se debe a que entran en el mercado no como meros individuos asexuados, sino como mujeres.

## Publicaciones

### Libros
Traducidos al español:
- El contrato sexual. Año 1995. Editorial Anthropos. Isbn 8476584628.
- Participación y teoría democrática. Año 2014. Editorial Prometeo libros
- El contrato sexual. Año 2019. Editorial Ménades. Isbn 9788412000641.

En inglés:
- The Disorder of Women: Democracy, Feminism, and Political Theory (El trastorno de la Mujer: la democracia, Feminismo y teoría política). Polity Press, 1989.
- The Sexual Contract (El contrato sexual). Polity Press, 1988.
- The Problem of Political Obligation: A Critical Analysis of Liberal Theory (El problema de la obligación política: un análisis crítico de la teoría liberal). John Wiley and Son, 1979.
- Participation and Democratic Theory (La participación y la teoría democrática). Cambridge Univ. Press, 1970.

### Libros Editados
- Feminist Interpretations and Political Theory (Interpretaciones Feministas y Teoría Política). (coeditado con M. Shanley) Polity Press, 1991.
- Feminist Challenges: Social and Political Theory (Retos feministas: Teoría Política y Social). (coeditado con Elizabeth Gross) Allen and Unwin, 1986.
- Women, Social Science, and Public Policy (Las Mujeres,las Ciencias Sociales y las Políticas Públicas). (coeditado con J. Goodnow) Academy of Social Sciences in Australia, 1985.
- Politics (Políticas).(número especial de la teoría política de la revista de los Estudios Políticos de Australasian Political Studies Assoc., Vol. 18, No. 2 (1983).
- Directory of Women Political Scientists in Australia (Directorio de Mujeres Científicas políticas en Australia). (coeditado con M. Sawer) Australasian Political Studies Association, 1981.

## Videos
- The Equivalent of the Right to Land, Life, and Liberty? Democracy and the Idea of a Basic Income (El equivalente del derecho a la tierra, la Vida y la Libertad? La democracia y la idea de una Renta Básica).